# Роберт Ґаскойн-Сесіл Солсбері
Роберт Артур Телбот Ґаскойн-Сесіл, 3-й маркіз Солсбері (англ. Robert Arthur Talbot Gascoyne-Cecil, 3rd Marquess of Salisbury, 3 лютого 1830 — 22 серпня 1903) — британський державний діяч з роду Сесілів, 44-й, 46-й та 49-й прем'єр-міністр Великої Британії у 1885, 1886—1892 та 1895—1902 роках, чотири рази був міністром закордонних справ (1878, 1885—86, 1886—92, 1895—1900), депутат палати громад від Консервативної партії, член палати лордів. Провадив імперіалістичну політику, спрямовану на збільшення території Британської імперії в Африці та інших регіонах. Батько Роберта Сесіла — ідеолога Ліги Націй.

## Шлях до прем'єрства
Ґаскойн-Сесіл народився, виховувався й помер у родовому маєтку Гетфілд-гаус. Його батьком був 2-й маркіз Солсбері з роду Сесілів, який походив від Вільяма Сесіла (першого міністра Єлизавети I) й від Роберта Сесіла (першого міністра Якова I). Мати походила з роду Ґаскойнів, була спадкоємицею великих земель.
Після смерті матері 10-річний Роберт вирушив до Ітонської школи. Вихователі відзначали його замкнутий характер, ровесники кепкували з нього. У 15 років батько повернув його до свого маєтку, приставивши до нього приватних вчителів. У 18 років Сесіл вирушив на навчання до Оксфорду, але невдовзі перервав навчання через слабке здоров'я (яким відзначався також і його старший брат) й на пораду лікарів вирушив у круїз до берегів Австралії та Нової Зеландії.
Сесіл повернувся з 2-річних подорожей дорослим, він почав перейматись питаннями суспільного життя. У 1853 році він пристав на пропозицію консерваторів обиратись до палати громад від Стемфорда. Усупереч думці батька, він у 1857 році наполіг на шлюбі з Джорджиною Олдерсон, дівчиною з родини середнього статку. Родина була великою — п'ятеро синів і дві дочки.
За перші 20 років своєї політичної кар'єри Солсбері тільки одного разу входив до уряду (секретар у справах Індії з липня 1866 до березня 1867 року). Він цікавився ботанікою й феноменом магнетизму, збудував у Гетфілдському маєтку лабораторію для експериментів з електрикою, популярно пояснював політику торі у газетних статтях, але до уряду Дізраелі ставився із прихованою підозрою.
У лютому 1874 року Солсбері зумів побороти свої забобони і вступив до уряду Дізраелі, де спочатку відповідав за управління Британською Індією, а у 1878 році отримав портфель міністра закордонних справ. Це був період, коли після чергової російсько-турецької війни Росія прагнула отримати контроль над Константинополем. Своїми діями на Берлінському конгресі Солсбері вдалось анулювати успіхи російської зброї, за що королева Вікторія заохотила його вищою нагородою — орденом Підв'язки.
Після смерті Дізраелі у 1881 році Солсбері було обрано новим лідером консервативної партії. Після чотирьох років активного опонування лібералам у парламенті він у червні 1885 року нарешті зміг сформувати власний уряд. Вже за півроку йому довелось поступитись своїм постом Гладстону. Головним предметом політичних баталій на той час поставало питання про Гомрул. На відміну від Гладстона, Солсбері вважав будь-які поступки ірландцям неприпустимими.

## Глава уряду

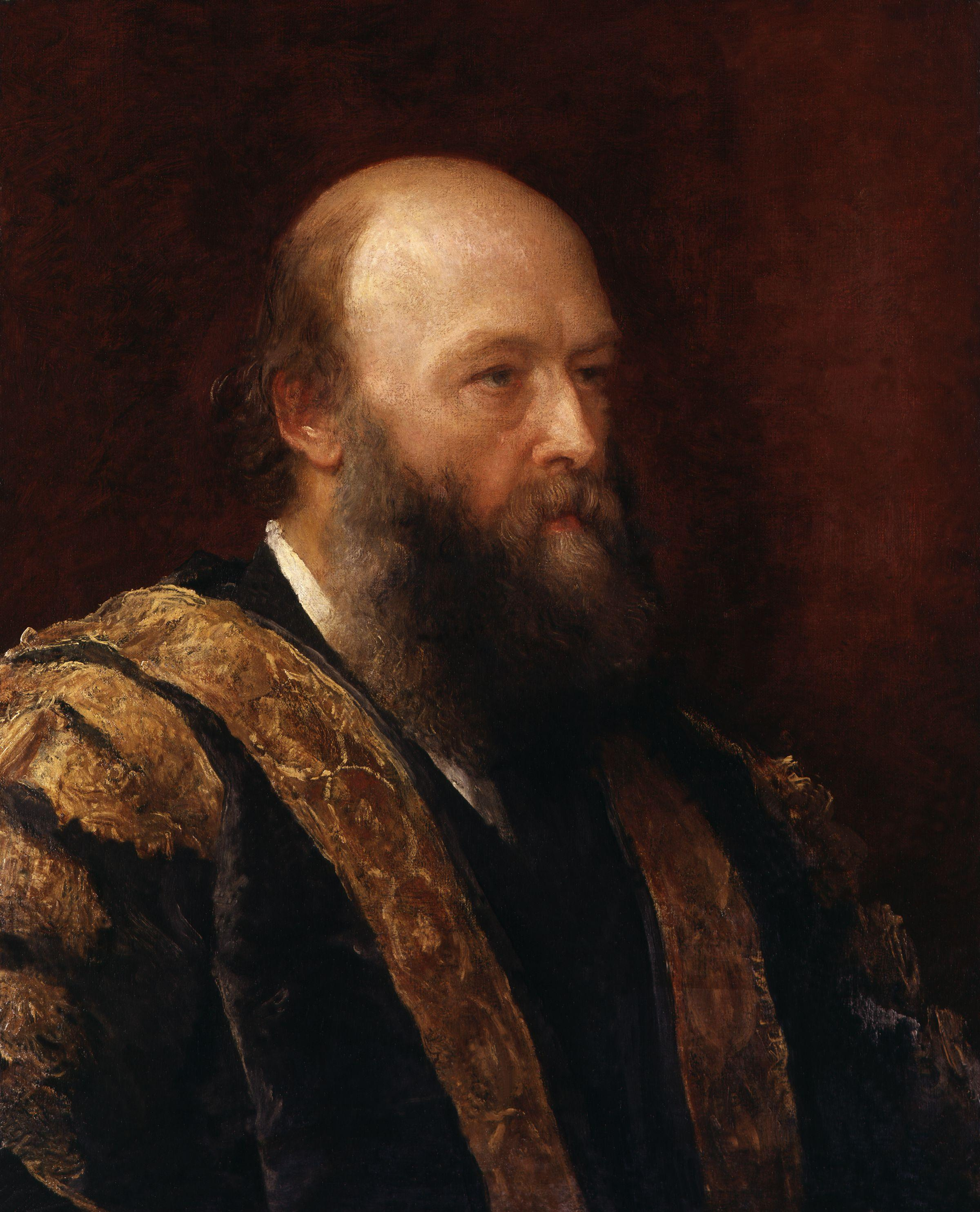
Портрет роботи Джорджа Фредеріка Воттса

Вершиною кар'єри Солсбері стали три прем'єрства (1885-86, 1886—1892, 1895—1902). Одночасно з прем'єрським він віддава перевагу залишати за собою пост міністра закордонних справ. Основним інтересом Солсбері було просування імперських інтересів вікторіанської Англії в усьому світі. Інші питання він часто залишав на розгляд конкретних міністрів.
Метою Солсбері було встановлення європейської «згоди», і він зумів домогтись того, що у ці роки в Європі не було жодного серйозного міжнародного конфлікту. Неодноразові сутички з Францією, Німеччиною та Росією так і не переросли за Солсбері у збройне протистояння. Найгострішими були Фашодський інцидент 1898 року та Венесуельська криза 1895 року. Намагаючись розширити кордони імперії, Солсбері був однією з рушійних сил «битви за Африку». Він надсилав лорда Кітченера на підкорення Судану, за його бездіяльності Чемберлен розв'язав війну з бурами. Імперіалістичні прагнення виправдовувались цивілізаторською місією європейців стосовно до «відсталих» рас.
«Старі» держави на кшталт Османської імперії не викликали у Солсбері (на відміну від його попередників) жодної симпатії. У 1896 році він був готовий до збройного втручання, щоб зупинити різанину вірменів у Туреччині. Будь-які союзні зобов'язання він вважав ризикованими і намагався підтримувати нейтралітет в епоху, коли Німеччина стала до союзу з Австрією, а Франція — з Росією. Плани британсько-німецького альянсу, які виношував Чемберлен, не мали його підтримки.
Здоров'я, що погіршувалось, змусило Солсбері у 1900 році поступитись постом міністра закордонних справ лорду Лансдауну і за два роки піти у відставку. У завершення його епохи Лансдаун почав відмовлятись від політики ізоляціонізму, що раніше провадилась, уклавши у січні 1902 року пакт про союз із Японією.
Помер Солсбері 22 серпня 1903 року. На посту прем'єр-міністра його замінив племінник — Артур Джеймс Балфур. Солсбері був останнім з прем'єр-міністрів, хто мав місце у палаті громад.